# ArcGIS
ArcGIS è un sistema informativo geografico (GIS) prodotto da Esri. È usato per la creazione e l'uso di mappe, compilazione di dati geografici; analisi di mappe, condivisione di informazioni geografiche e gestione delle informazioni geografiche in una base di dati.
ArcGIS include il seguente software:
- ArcReader, che permette di vedere e interrogare le carte create con altri prodotti ArcGIS
- ArcGIS per Desktop è licenziata sotto 3 livelli di funzionalità:
  - ArcGIS per Desktop Basic (prima conosciuto come ArcView), che permette di vedere i dati spaziali, creare mappe a livelli, ed eseguire analisi spaziali;
  - ArcGIS per Desktop Standard (conosciuto prima come ArcEditor), include strumenti avanzati per la manipolazione di shapefile e basi di dati geolocalizzate;
  - ArcGIS per Desktop Advanced (conosciuto prima come ArcInfo), che include la manipolazione di dati, editazione e analisi.

Ci sono inoltre versioni ArcGIS per server e per tablet e cellulari.